# Pompeiana
Pompeiana là một đô thị ở tỉnh Imperia trong vùng Liguria, situated about 110 km về phía tây nam của Genova và khoảng 13 km về phía tây nam của Imperia. Tại thời điểm ngày 31 tháng 12 năm 2004, đô thị này có dân số 859 người và diện tích là 5,4 km².
Pompeiana giáp các đô thị sau: Castellaro, Cipressa, Pietrabruna, Riva Ligure, Santo Stefano al Mare, và Terzorio.